# Тоболов
Тоболов (укр. Тоболів) — село в Радеховской городской общине Шептицкого района Львовской области Украины.
Население по переписи 2001 года составляло 64 человека. Занимает площадь 0,493 км². Почтовый индекс — 80214. Телефонный код — 3255.

## Известные уроженцы
- Свистун, Филипп Иванович (1844—1916) — галицко-русский историк, филолог и писатель.